# Römerbrücke (Trier)
De Römerbrücke is een Romeinse brug over de Moezel in de Duitse stad Trier. De brug maakt deel uit van de werelderfgoedinschrijving Romeinse monumenten, Dom en Onze-Lieve-Vrouwekerk van Trier. De eerste houten Romeinse brug op deze locatie dateert uit 17 v. Chr; de palen konden in 1963 op hun oudheid worden onderzocht. De eerste stenen brug dateert uit 45 n.Chr. De pijlers van de huidige stenen brug werden tussen 144 en 152 n. Chr gebouwd.

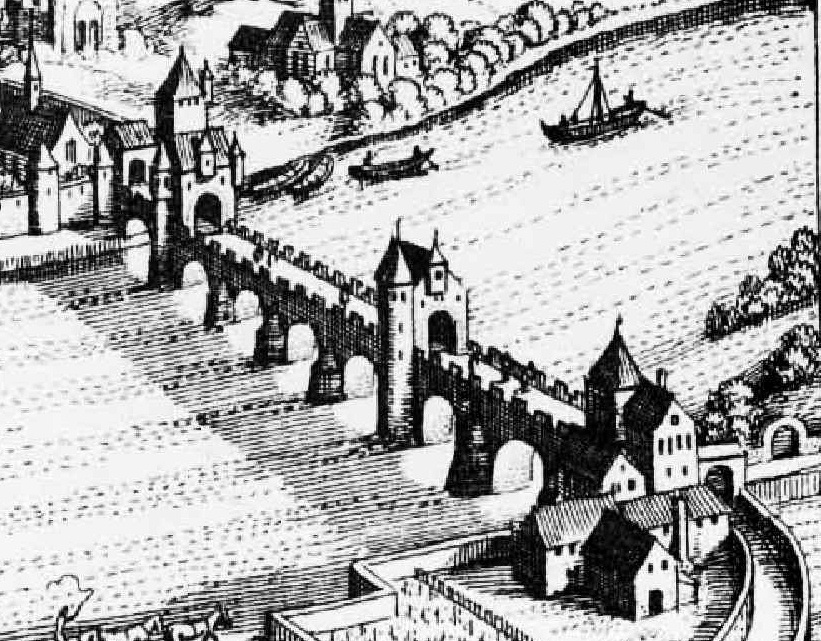
De brug in de 17e eeuw